# Peshwa

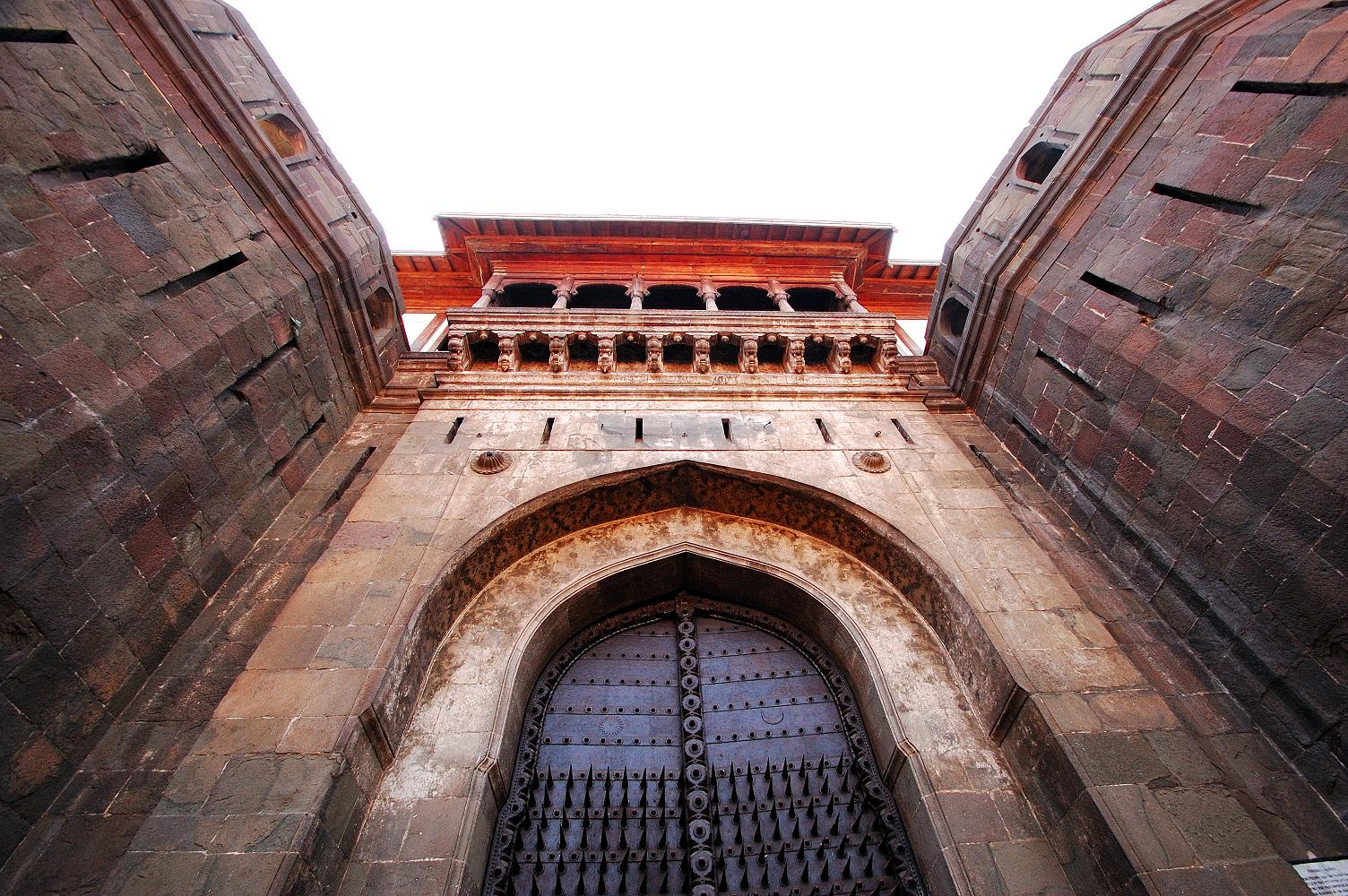
Poort van het Shaniwarwadafort in Pune, tot 1818 de residentie van de peshwa's van het Maratharijk

Peshwa (Perzisch پیشوا, pēshwā, aanvoerder) was de eerste minister in sommige historische staten in India, met name in het Maratharijk van de 17e tot 19e eeuw, waar de peshwa's in latere tijd een erfelijke dynastie vormden. De chhatrapati (keizer of maharadja) van dit rijk behield in de 18e eeuw slechts een ceremoniële functie; de werkelijke heerser van het Maratharijk was de peshwa.
De titel peshwa was afkomstig uit het Perzisch (Parsi) en werd in de 14e eeuw voor het eerst in India gebruikt, als titel voor de eerste minister van het Bahmanidenrijk. Ook in de latere sultanaten Bijapur en Ahmednagar werd de eerste minister peshwa genoemd. In de 17e eeuw namen de Maratha's de titel over. De eerste peshwa van het Maratharijk was de brahmaan Moropant Trimbak Pingle (±1620 - 1683), de rechterhand van Shivaji, de eerste Marathavorst. 
Tot de 18e eeuw waren peshwa's beambten die zelf geen politieke macht uitoefenden. Onder maharadja Shahu steeg de politieke macht van de peshwa en werd de functie erfelijk. Dit begon in 1713, met Shahu's benoeming van de zeer competente brahmaan Balaji Vishwanath tot peshwa. Vishwanath wist de verschillende facties van de Maratha's te verenigen en voorzag het rijk van een goede administratie. Hiermee werd hij de drijvende kracht achter de succesvolle verovering van grote delen van het Mogolrijk. Hij werd opgevolgd door zijn zoon Baji Rao I (1720 - 1740), die de facto de politieke en militaire leider van het rijk was. Baji Rao was een briljant strateeg, die er in 1737 in slaagde Delhi, de hoofdstad van de Mogols, te veroveren. Hij zag echter in dat de Maratha's niet in staat waren een rijk met een omvang ter grootte van het subcontinent blijvend te beheersen en stelde zich tevreden met het sluiten van voor de Mogols vernederende verdragen.
De keizer (chhatrapati) van de Maratha's vervulde uiteindelijk alleen nog een ceremoniële functie. Vanaf 1747 waren het ambt en de titel van de peshwa officieel erfelijk en was de peshwa ook wettelijk de leider van het Maratharijk. De verschillende lokale Marathadynasties (de Scindia's van Gwalior, de Bhonsles van Nagpur, de Gaekwars van Baroda en de Hokars van Indore) vormden een losse coalitie, die de peshwa's van Pune als opperste gezag erkende. Deze Marathaconfederatie was voortdurend in conflict met de opvolgerstaten van de Mogols, zoals de nawabs van Avadh en de nizams van Haiderabad. Daarbij wedijverden de steeds machtigere Europese mogendheden, de Fransen en Britten, om de gunst van de diverse Indiase potentaten met als doel hun politieke invloed uit te breiden. Terwijl de Britten in naam meestal Haiderabad en Avadh steunden, waren de Fransen bondgenoten van de Maratha's.
In 1772 kwam een einde aan een serie capabele peshwa's. De Britten grepen een strijd tussen verschillende pretendenten om de opvolging aan om hun invloed te vergroten. Ze waren vooral uit op gebiedsuitbreiding en het tegengaan van Franse invloed. Drie maal voerden ze oorlog tegen de Maratha's (1775 - 1782, 1803 - 1805 en 1817 - 1818). Tijdens het derde conflict werden vier van de vijf Marathaleiders, waaronder de peshwa, door de Britten verslagen en onderworpen. Dit betekende het einde van het Maratharijk. Het ambt van de peshwa werd in 1818 afgeschaft en de laatste peshwa, Baji Rao II, werd verbannen naar Bithoor. De Marathakeizer werd door de Britten aangesteld als vazal, die de vorstenstaat Satara bestuurde. De adoptiezoon van de laatste peshwa, Nana Sahib, was een van de leiders van de Indiase opstand van 1857. Hij verklaarde de Marathaconfederatie te willen herstellen, maar verdween spoorloos na de Britse herovering van Kanpur in juli 1857.